# Rimani qui
Rimani qui è un singolo del cantante italiano Andrea Bocelli e della cantante italiana Elisa, pubblicato il 25 ottobre 2024 come terzo estratto dalla quarta raccolta Duets (30th Anniversary) del cantante.

## Antefatti e descrizione
Il 15, 17 e 19 luglio 2024 al Teatro del Silenzio di Lajatico in Toscana, città natale di Bocelli, si sono tenuti tre concerti evento per i 30 anni di carriera in cui hanno partecipato artisti italiani e internazionali che hanno cantato in duetto con l'artista. Per l'occasione i due cantanti hanno presentato in anteprima il brano. L'esibizione è stata trasmessa successivamente nel corso del programma Andrea Bocelli 30 - The Celebration su Canale 5.
Il brano è stato scritto da Giovanni Caccamo con il contributo di Paolo Pozza e arrangiato da Matteo Buzzanca, con la produzione musicale di Francesco "Katoo" Catitti e Miklós Lukàcs.

## Video musicale
Il video del brano, diretto da Gaetano Morbioli, è stato pubblicato contestualmente all'uscita del singolo sul canale YouTube del cantante.

## Tracce
Testi e musiche di Giovanni Caccamo, Matteo Buzzanca, Francesco "Katoo" Catitti, Miklós Lukàcs.
1. Rimani qui – 3:23